# Croissance économique mondiale des années 1830
La croissance économique mondiale des années 1830 est l'autre période de forte expansion du XIXe siècle, qui préfigure la plus intense, la croissance économique mondiale des années 1850. C'est la période où les banques et les chemins de fer prennent leur essor en Grande-Bretagne, en Belgique et aux États-Unis. En France, ce décollage se déroule pendant la première partie de la monarchie de Juillet (1830-1848). En Belgique, la croissance se redresse vers le milieu des années 1830, car la révolution belge de 1830 avait perturbé la croissance de la seconde moitié des années 1820, tandis qu'aux États-Unis, ce n'est qu'à partir des années 1830 qu'un démarrage industriel devient vraiment significatif dans le nord-est du pays.
Au début de la décennie, les nombreux troubles politiques ralentirent quelque peu la croissance pendant les années 1830-1834, mais elle accélère ensuite, pour atteindre son maximum entre 1834 et 1837, la Panique de 1837 provoquant ensuite un ralentissement, surtout dans les pays anglo-saxons.

## Le chemin de fer
Le chemin de fer de Stockton et Darlington fut la première ligne de chemin de fer à utiliser des locomotives à vapeur et à transporter des voyageurs. Elle est mise en service en 1825 en Angleterre dans le comté de Durham, mais c'est dans les années 1830 que ce secteur fait l'objet de très importants investissements, et se propage à d'autres pays. Londres est reliée à Birmingham en 1838 et en 1840, le réseau ferré britannique comprend déjà 3 000 km de lignes., amenant la création du Her Majesty's Railway Inspectorate.
En France dès 1831, la locomotive Seguin assure la traction de trains voyageurs sur la ligne de Saint-Étienne à Lyon, puis en 1832 c'est l'ouverture aux voyageurs de la Ligne Saint-Étienne - Andrézieux et de la ligne Saint-Étienne - Lyon entre Givors et Lyon.
La Belgique prend le 1er mai 1834 l'ordonnance royale sur la construction et l'exploitation par l'état d'un réseau de chemins de fer ayant pour point central Malines et se dirigeant, à l'est, vers la frontière de Prusse, au nord sur Anvers, à l'ouest sur Ostende, et au Midi vers Bruxelles et la frontière française, tandis que 7 décembre 1835 voit la mise en service du premier chemin de fer allemand reliant Nürnberg (Nuremberg) à Fürth.
Au total, le réseau en Europe est passé de 175 kilomètres en 1830 à 9200 kilomètres en 1845. La fin des années 1830 voit cependant, en Angleterre "un ralentissement dans la construction du réseau" ferré, sur fond de "désorganisation des compagnies", le pays possédant déjà 2310 kilomètres de lignes exploitées, puis 3600 en 1840.
À partir de 1839 et jusqu'en 1853, les gouvernements anglais souhaitent un contrôle plus étroit de l'État sur le réseau global des chemins de fer, alors gérés par 104 compagnies différentes, pour obtenir une "standardisation" des horaires et des correspondances. Plusieurs lignes étant dédoublées sans raison valable, l'État anglais souhaite éviter aussi les redondances.

## Les banques anglaises
Première puissance économique mondiale, avec la première place financière à Londres, l'Angleterre profite de l'apparition de nouvelles grandes banques privées, qui se spécialisent dans le crédit commercial et diffusent des nouveaux services bancaires.
La Bourse de Londres a accueilli 30 banques anglaises dès les trois années qui suivent  le Bank Charter Act de 1833, qui affine et développe celui de 1826, puis 59 en 1836. Parmi elles, la Midland Bank, qui investit dans le chemin de fer, la National Provincial Bank et la Westminster Bank. Le législateur anglais veut par cette loi parer à une série de faillites de banques familiales. L'intérêt pour les banques se diffuse vers d'autres pays, mais assez lentement pour certains, comme la France. Les deux premières sociétés étrangères cotées à Paris sont deux banques, la Banca Romana italienne en 1834 et la Banque de Belgique en 1835, mais sans beaucoup de suites, à part la création en 1836 à Paris de la Caisse générale du commerce et de l'industrie, par Jacques Laffitte, qui prend le relais de la Société commanditaire du commerce et de l'industrie de 1827.

## Le textile et l'industrie
La population active industrielle augmente beaucoup plus vite dans les années 1830-1840 que par la suite. Les mines se développent après 1830, la production charbonnière augmentant au rythme de 5,9 % par an, en valeur, offrant une matière première meilleur marché. Le règne de Louis-Philippe voit un essor de l'industrie sidérurgique, dont le taux de croissance dépasse celui d'autres industries, la fonte au coke remplaçant progressivement la fonte au bois. Les premiers systèmes de fabrication mécanique des clous émergent dans les années 1830. La production de filés et de tissus de laine est en plein essor en Alsace à partir de la fin des années 1830. Les exportations de coton américain triplent entre 1830 et 1836 en raison de l'énorme demande des usines britanniques qui tournent à plein régime. Les prix montent fortement mais sans flamber excessivement car l'offre de coton a suivi à peu près, financée par un système bancaire en pleine expansion, avec 788 banques sur le territoire américain, 58 pour cent de plus que deux ans plus tôt.